# Josef Pospichal

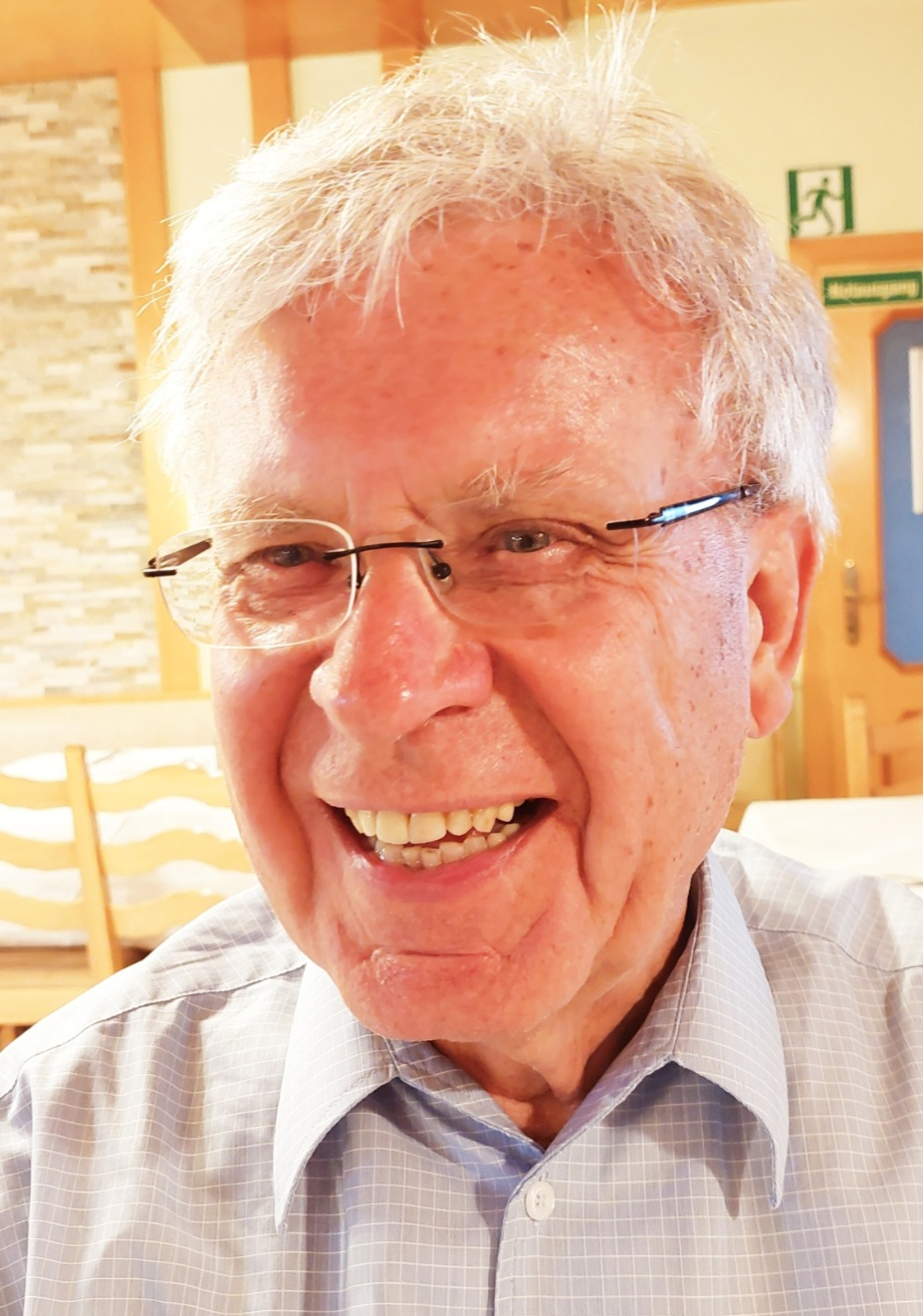
Josef Pospichal am 6. Juni 2023

Josef Pospichal (* 17. Dezember 1946 in Wien) ist ein österreichischer Sachbuchautor mit den Themenschwerpunkten Lokomotivgeschichte und Lokomotivstatistik.

## Leben
Josef Pospichal ist väterlicherseits Nachfahre einer tschechischstämmigen Familie. Er ist Sohn von Josef Pospichal und dessen aus der Steiermark stammenden Frau Margareta und wuchs in Wien auf. In der Familie wurde deutsch gesprochen.
In seiner Jugend verbrachte er mehrere Sommerferien bei Verwandten in Varaždin in Kroatien. Hier erwarb er erste Kroatischkenntnisse.
Aus seinen familiären sprachlichen Prägungen entstand eine lebenslange Neigung zu Sprachen und Kulturen.
Nach der im Jahr 1964 erfolgreich abgelegten Reifeprüfung begann er 1968 eine Ausbildung zum Volksschullehrer an der kirchlichen pädagogischen Akademie in Wien und schloss diese im Jahr 1970 ab. Daran schloss sich eine Ausbildung zum Lehrer für Hauptschulen und polytechnische Lehrgänge.

## Beruf
In den Jahren 1970 bis 2008 wirkte er an Pflichtschulen in Wien, zuletzt (1988 bis 2008) als Direktor der polytechnischen Schule in Wien-Favoriten. Dort gelang es ihm, einen Sprachenschwerpunkt zu etablieren und über viele Jahre erfolgreich durchzuführen.

## Familie
Pospichal ist seit 1973 verheiratet, Vater zweier Kinder sowie Großvater mehrerer Enkel.
Er lebt in Wien und in Großmeiseldorf im Weinviertel.

## Schaffen
Pospichal ist Nachlassverwalter der Eisenbahnstatistiker Franz Kraus und Bernhard Schmeiser. Beide hinterließen ein umfangreiches Archiv mit Zusammenstellungen zur europäischen Lokomotivgeschichte.
Seit 1996 arbeitet Josef Pospichal dieses Material auf. Seit 2004 veröffentlicht er Ergebnisse auf seiner Website Lokstatistik, seit 2008 auch in Büchern. Viele seiner Bücher verfasste er gemeinsam mit dem TU Wien-Forscher Johann Blieberger, zwei gemeinsam mit dem Journalisten Arthur Meyer. Pospichal und Blieberger sind Ko-Gründer des Fachverlages bahnmedien.at.

## Werke (Auswahl)
- Johann Blieberger, Josef Pospichal: . Band 1. Die Reihen 1 bis 228. bahnmedien.at, 2008, ISBN 978-3-9502648-0-7.
- Johann Blieberger, Josef Pospichal: . Band 2. Die Reihen 29 bis 760. bahnmedien.at, 2009, ISBN 978-3-9502648-4-5.
- Johann Blieberger, Josef Pospichal: Die kkStB-Triebfahrzeuge, Band 3. Die Reihen 61 bis 380. bahnmedien.at, 2010, ISBN 978-3-9502648-6-9
- Johann Blieberger, Josef Pospichal: Die kkStB-Triebfahrzeuge, Band 4: Die Reihen 83 bis 100, Schmalspur- und nicht mit Dampf betriebene Bauarten. bahnmedien.at, 2011, ISBN 978-3-9502648-8-3
- Arthur Meyer, Josef Pospichal: Zahnradbahnlokomotiven aus Floridsdorf. bahnmedien.at, Wien 2012, ISBN 978-3-9503304-0-3.
- Johann Blieberger, Arthur Meyer, Josef Pospichal: Schmalspurig durch Alt-Österreich. bahnmedien.at. ISBN 978-3-903177-38-3
- Josef Pospichal, Johann Blieberger: Dampfgetriebene Triebfahrzeuge der österreichischen Staatsbahnen ab 1945, Band 1. bahnmedien.at.  ISBN 978-3-9503304-8-9
- Josef Pospichal, Johann Blieberger: Dampfgetriebene Triebfahrzeuge der österreichischen Staatsbahnen ab 1945, Band 2. bahnmedien.at. ISBN 978-3-9503921-1-1.
- Josef Pospichal, Johann Blieberger: Dampfgetriebene Triebfahrzeuge der österreichischen Staatsbahnen ab 1945, Band 3. bahnmedien.at. ISBN 978-3-9503921-7-3
- Josef Pospichal, Johann Blieberger: Dampfgetriebene Triebfahrzeuge der österreichischen Staatsbahnen ab 1945, Band 4. bahnmedien.at. Wien 2017. ISBN 978-3-903177-02-4
- Josef Pospichal, Johann Blieberger: Dampfgetriebene Triebfahrzeuge der österreichischen Staatsbahnen ab 1945, Band 5. bahnmedien.at. Wien. ISBN 978-3-903177-12-3